# Tabanus maedai
Tabanus maedai är en tvåvingeart som beskrevs av Hayakawa 1976. Tabanus maedai ingår i släktet Tabanus och familjen bromsar. Inga underarter finns listade i Catalogue of Life.